# Проміжні елементи
Проміжні елементи  — ділянки друкарської форми, що при будь-якому виді друку не задруковуються.
Це можуть бути прогалини між шпальтами, рядками, словами, літерами, цифрами та ілюстрацією. Проміжні елементи мають гідрофільні властивості, тобто сприймають воду та не сприймають жирну фарбу, а при високому друці знаходяться нижче друкувальних елементів, отже, в процесі друкування не переносять зображення на папір.